# حوران
حَوْران هي المنطقة الجنوبية من سوريا والشمالية من الأردن والتي تمتد جغرافياً وتاريخياً من جنوب دمشق وصولاً إلى نهر الزرقاء في الأردن. يحدها من الشمال غوطة دمشق، وشرقا تلول الصفا، ومن الجنوب سهوب الى جبال عجلون وجبال جرش تمتد المرتفعات لتصل إلى الغرب مرتفعات الجولان، وتتكون من ثلاثة أقاليم فرعية: سهل حوران، مرتفعات جبل حوران شرق السهل، وحقل اللجاة البركاني شمال جبل حوران. ويسميها البدو بنقرة الشام، وغالبية سكانها من العرب، لكنهم غير متجانسين دينيًا. معظم سكان السهول هم من المسلمين السنة الذين ينتمون إلى عشائر زراعية كبيرة، في حين أن الدروز يشكلون الأغلبية في جبل الدروز الذي يحمل الاسم نفسه وأقلية كبيرة من الروم الأرثوذكس والكاثوليك تسكن السفوح الغربية لجبل الدروز. أكبر مدن المنطقة هي إربد ودرعا والرمثا والسويداء.
منذ منتصف القرن الأول قبل الميلاد، كانت المنطقة محكومة من قبل الملوك الهيروديين والأنباط عملاء الإمبراطورية الرومانية إلى أن ضمتها الإمبراطورية رسميًا في القرن الثاني الميلادي. ازدهرت منطقة حوران في ظل الحكم الروماني (106-395 م) وعملت قراها كوحدات تتمتع بالحكم الذاتي إلى حد كبير، وتطور بعضها إلى مدن إمبراطورية. استمرت المنطقة في الازدهار في العصر البيزنطي (395-634)، حيث حكمت قبائل عربية مختلفة حوران نيابة عن بيزنطة، بما في ذلك السليحيين (القرن الخامس) والغساسنة (القرن السادس) حتى الفتح الإسلامي في منتصف ثلاثينيات القرن السابع. خلال القسم الأكبر من العصر الإسلامي حتى الحكم العثماني (1517-1917)، قُسمت حوران إلى منطقتي البطانية وطوران، والتي تتوافق مع منطقتي باتانيا وأورانيتس. وصف الجغرافيون المسلمون في العصور الوسطى بشكل مختلف هذه المناطق بأنها مزدهرة وجيدة المياه ومكتظة بالسكان.
تحت حكم الرومان، كانت حبوب باتانيا ونبيذ أورانيتس مُهمين للتجارة عبر الإمبراطورية، وطوال تاريخها، كانت حوران المصدر الرئيسي لحبوب بلاد الشام. تدهورت حالة المنطقة في القرن السابع عشر إلى أن أدى الطلب المتزايد على الحبوب السورية وتحسن الأمن إلى إحياء الزراعة وإعادة السكان في حوران في منتصف القرن التاسع عشر. استفادت المنطقة أيضًا تاريخيًا من كونها منطقة عبور رئيسية على طريق قوافل الحج التقليدية إلى مكة المكرمة وبعد ذلك من خط سكة حديد الحجاز. ظلت منطقة حوران سلة غذاء سوريا حتى حل محلها إلى حد كبير شمال سوريا في منتصف القرن العشرين، والتي تزامنت مع انفصالها عن المناطق المترابطة بسبب الحدود الدولية والصراع العربي الإسرائيلي. ومع ذلك، فقد استمرت كمنطقة عبور زراعية وتجارية مهمة في العقد الأول من القرن الحادي والعشرين. خلال الحرب الأهلية السورية، التي اندلعت في حوران عام 2011، أصبحت منطقة نزاع رئيسية بين الثوار والقوات الحكومية في حملة محافظة درعا حتى أعادت الحكومة السيطرة في عام 2018.
أدى التوافر الواسع للبازلت في حوران إلى تطوير عمارية عامية مميزة تتميز بالاستخدام الحصري للبازلت مادة بناءِ واندماج الأنماط الهلنستية والنبطية والرومانية. يعود الفضل إلى صلابة وصمود البازلت لامتلاك حوران لواحد من أعلى تركيزات آثار العصر الكلاسيكي المحفوظة جيدًا في العالم. تضم مدن حوران مثل بصرى وقنوات وشهبا وصلخد وأم الجمال والعديد من المدن الأخرى معابد ومسارح رومانية وكنائس وأديرة تعود للعصر البيزنطي وحصون ومساجد وحمامات بنتها السلالات الإسلامية المتعاقبة.

## جغرافيا

### الموقع
على الرغم من أن تعريفها الجغرافي قد يختلف فإن المنطقة تتكون من ثلاثة أقاليم فرعية: سهل حوران، الذي يشكل قلب المنطقة؛ مرتفعات جبل حوران (المعروفة أيضًا باسم «جبل الدروز» أو «جبل العرب») شرق السهل. وحقل اللجاة البركاني شمال جبل حوران. وتتحد المنطقة شمالًا بسهول الغوطة والمرج حول دمشق ومن الجنوب سهول الأردن الصحراوية. حددت روافد وادي الرقاد حدودها الغربية التي تفصلها عن هضبة الجولان. ويحدها شرقًا سهوب الحمد والصفا الصحراوية.
عرّفها الجغرافي يوهان لودفيك بركهارت عام 1812 على النحو التالي:
يمتد سهل حوران بين سهل مرج دمشق جنوباً إلى الأردن الحديث حيث يحد جبل عجلون من الجنوب الغربي والسهوب الصحراوية من الجنوب والجنوب الشرقي. ومن الغرب هضبة الجولان ومن الشرق مرتفعات جبل حوران. قُسّم السهل تاريخيًا إلى شمال جايدور وجنوب النقرة. يُقرن الأول مع إيتوريا القديمة، في حين الأخير مع باتانيا القديمة. تمتد النقرة الأكبر بكثير شمالًا حتى تدنو من الصنمين، وتُحد شرقًا باللجاة وجبل حوران. الذي يُشكل قلب سهل حوران. النقرة تسمية حديثة نسبياً، وتعني التجويف. يمتد نهر جايدور إلى الشمال الغربي من الصنمين إلى حقل الحمم الصغيرة الموجود عند سفوح جبل الشيخ.

### التضاريس

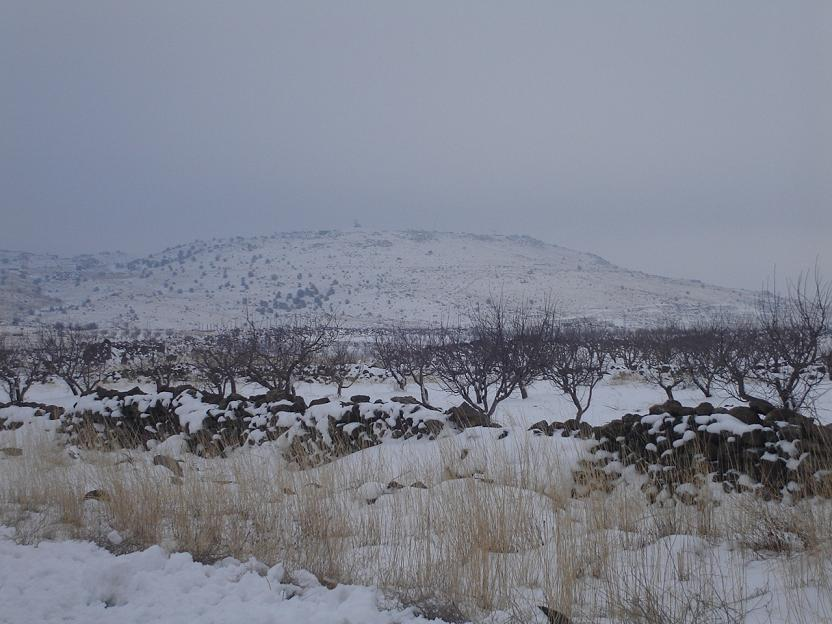
أعلى نقطة في جبل حوران (في الصورة) أكثر من 1800 متر فوق مستوى سطح البحر

من السمات الشائعة في جميع أنحاء حوران التضاريس البازلتية، على الرغم من اختلاف الارتفاع والتربة بين مناطق حوران الفرعية. تتكون النقرة وجيدور وجبل حوران من أراضي صالحة للزراعة مشتقة من الصخور البازلتية البركانية المتحللة. النقرة هي هضبة منخفضة نسبيًا بأبعاد 100x75 كيلومتر وبمتوسط ارتفاع 600 متر (2,000 قدم) فوق مستوى سطح البحر. تتميز أراضيها بمساحات شاسعة ومتجاورة من التربة الخصبة المشتقة من البازلت. على عكس النقرة، فإن المناظر الطبيعية لجيدور أكثر تصدعًا وصخرية. يتراوح متوسط ارتفاعها بين 600 و 900 متر (2,000 و 3,000 قدم) فوق مستوى سطح البحر، حيث يصل الإرتفاع إلى 1,000 متر (3,300 قدم) وبعض الأقماع البركانية إلى ما يزيد عن 1,000 متر (3,300 قدم) فوق مستوى سطح البحر ويشمل ذلك تل الحارة. جايدور هي امتداد طوبوغرافي لمرتفعات الجولان من ناحية المناظر الطبيعية ومخاريط الرماد. تشكل جبل حوران من تدفقات الحمم البركانية الكبيرة والتي تحولت إلى كتلة صخرية من التلال البركانية بما يقرب من 60x30 كيلومتر، وأعلى نقطة فيها يبلغ أكثر من 1,800 متر (5,900 قدم) فوق مستوى سطح البحر في مركز النطاق.  تتكون اللجاة من تضاريس من المنخفضات والصدوع والتلال ذات البقع الصالحة للزراعة، وتتميز بتربة صخرية ونباتات نادرة. يبلغ متوسط ارتفاعها ما بين 600–700 متر (2,000–2,300 قدم) فوق مستوى سطح البحر، الرغم من أن بعض أقماع المنطقة البركانية يزيد عن 1,000 متر (3,300 قدم) وكأعلى ارتفاع يزيد عن 1,150 متر (3,770 قدم). 

## تاريخ
حوران منطقة متنوعة التضاريس، لكنّ الجزء الأكبر منها يتكوّن من سهل كبير لذلك تسمى سهل حوران وقد قامت عليها الكثير من الحضارات منذ القدم فقد كانت أرضاً خصبة.
توجد سجلات للمستوطنات في حوران في رسائل تل العمارنة المصرية القديمة وكتاب سفر التثنية من العهد القديم، عندما كانت المنطقة تُعرف عمومًا باسم باشن (بالإنجليزية: Bashān)‏. تنازعت كل من المملكة الآرامية في دمشق ومملكة إسرائيل للسيطرة عليها خلال القرنين التاسع والثامن قبل الميلاد. في نهاية المطاف غزتها ونهبتها الإمبراطورية الآشورية، والتي احتفظت بها من 732 إلى 610 قبل الميلاد. رأت باشان فيما بعد الأمن والازدهار في ظل الحكم الأخميني. وصارت مستوطناتها أكثر تطورًا واصطبغت ثقافيًا بالحضارة الآرامية.

### الفترة الهلنستية
خلال الفترة الهلنستية التي بدأت في منتصف القرن الرابع ق.م.، كانت حوران في البداية مُلكًا للسلالة البطلمية، التي اعتبرت المنطقة منطقة عازلة تفصل مملكتها عن دمشق السلوقية. تألف سكانها المتناثرون من مجموعات بدوية وأخرى شبه بدوية مثل اليطوريين والأنباط وظلت المنطقة غير متطورة إلى حد كبير. غزا السلوقيون حوران بعد انتصارهم على البطالمة في معركة بانيوم بالقرب من جبل حرمون عام 200 قبل الميلاد. خلال انهيار الإمبراطورية السلوقية، ظهرت المملكة النبطية التي اتخذت من البتراء مقراً لها في جنوب حوران. وسع الأنباط العرب من تواجدهم في مدينتي بصرى وصلخد في جنوب حوران. وبحلول نهاية القرن الثاني ق.م.، صارت السيطرة السلوقية على حوران اسمية إلى حد كبير، وأصبحت منطقةً متنازع عليها بين مملكة الأنباط، والسلالة الحشمونية المقدسية وإمارة اليطوريين الذي مقرها في شمال الجولان وجبل لبنان الجنوبي.

### الفترة الرومانية

#### الفترة الهيرودية

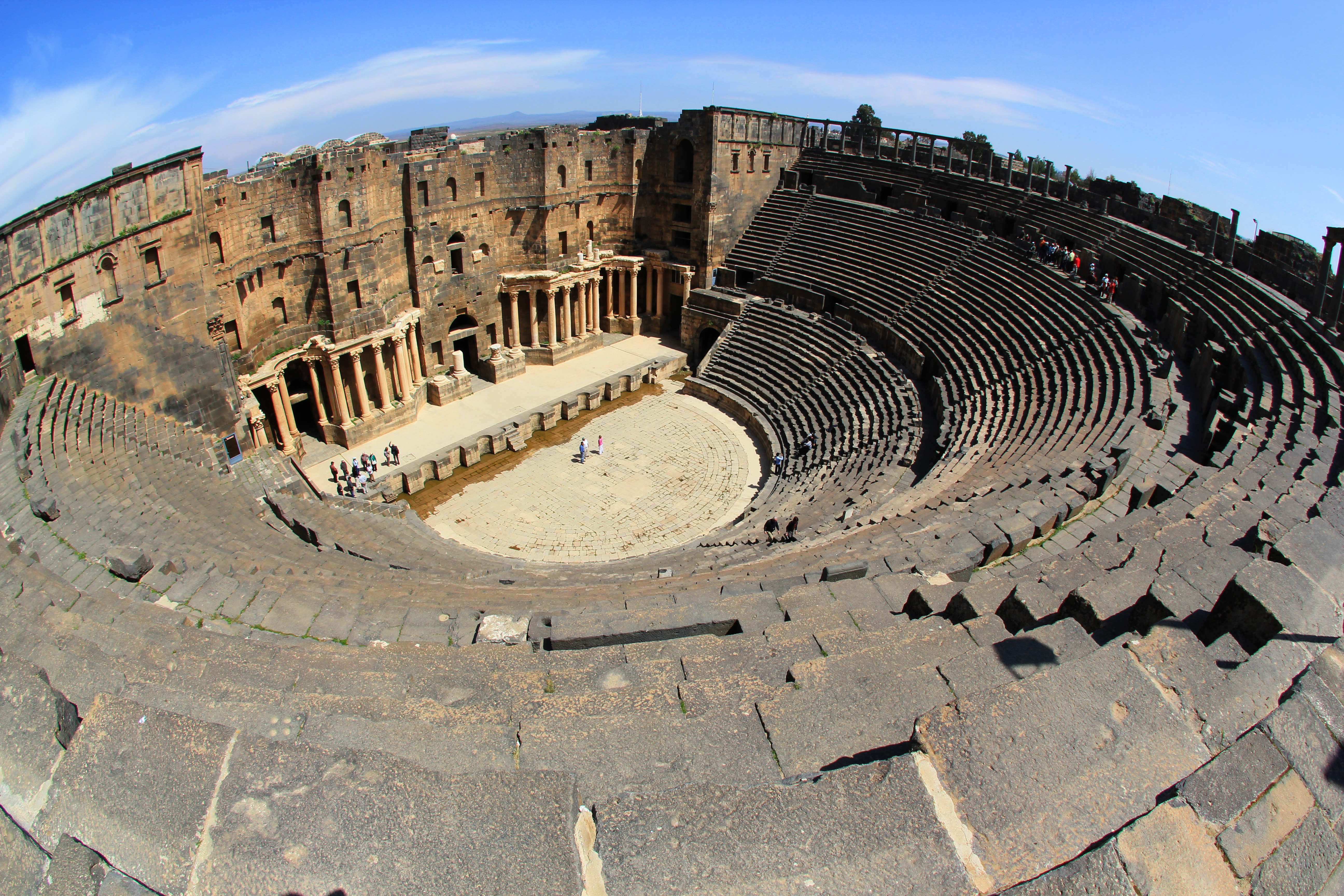
المدرج الروماني ببصرى

بحلول عام 63 قبل الميلاد، وسّعت الإمبراطورية الرومانية نفوذها ليشمل كل سوريا وكلفت في البداية الأمراء المحليين بالحفاظ على النظام في أورانيتس (جبل حوران)، باتانيا (النقرة) والتراخونيتيس (الجاة). ومع ذلك، ظلت المناطق إلى حد كبير في أيدي القبائل البدوية. غالبًا ما كان هؤلاء البدو يُغيرون على المستوطنات القريبة وقد يصلون حتى دمشق، وكانوا يسلبون الحجاج الذين يعبرون المنطقة. عندما تعاون الأمير زينودوروس، المكلف بأمن مقاطعات حوران، مع البدو، نقل الرومان المقاطعات إلى ملكهم في يهودا هيرودس الكبير في عام 23 قبل الميلاد.
بعد أن قمع هيرودس المقاومة في حوران خلال السنوات الأولى من حكمه، تضاءلت هجمات قطاع الطرق من البدو إلى حد كبير. استؤنف تمردهم في عام 12 قبل الميلاد وبعد ذلك بعامين جدد هيرود جهوده لجلب البدو إلى الكعب. نتج عن ذلك تحالف بين البدو الرحل من الترانشونيين والأورانتيين مع الأنباط في شرق الأردن، والتي هزمت قوات هيرودس الأدومية. في النهاية، نجح هيرود في تحقيق الاستقرار في المنطقة بعد إنشاء مستعمرات دائمة وشبكة من الحصون في منطقة باتانيا الأقل ضعفًا، والتي تمكنت من خلالها قوات هيرود بالحفاظ على النظام دون خوف من هجوم البدو الرحل الترانشونيين والأورانتيين. ومن خلال إرساء الأمن وتوزيع الأراضي والحوافز الضريبية المبكرة، ازدهرت باتانيا تحت حكم هيرود وخلفائه وأصبحت المصدر الرئيسي للحبوب في سوريا. بدأت أورانتيس في الازدهار بالمثل في عهد هيرودس فيلبس الثاني، خليفة هيرودس في الربعية الهيرودية.

#### مقاطعة رومانية
بحلول أوائل القرن الثاني الميلادي، حكم منطقة حوران آخر الملوك التابعين، أغريبا الثاني (حكم 53 – 100 م) من الحكم الرباعي الهيرودي ورب أيل الثاني(حكم 70 – 106 م) من المملكة النبطية، ماتا وروما تحت حكم الإمبراطور تراجان (حكم 98 – 117 م) الذي لم يعد يرى الحاجة إلى وسطاء محليين. وفرت وفاة الملوك الهيروديين والأنباط في تتابع سريع نسبيًا فرصة للرومان لامتصاص مناطقهم. في عام 106، ضمت الإمبراطورية رسمياً حوران بأكملها، وضمت الجزء الجنوبي منها في المقاطعة العربية البترانية والجزء الشمالي منها في مقاطعة سوريا. كانت حدود المقاطعات تطابق الحدود الواقعة شمال خط درعا وبصرى وصلخد الذي كان يفصل بين مملكتي الهيروديين والنبطيين. ظل هذا التقسيم الإداري على حاله طوال معظم القرن الثاني. شهدت هذه الفترة، في ظل الأباطرة الأنطونيين الذين حكموا حتى عام 180 م، استقرارًا وتطورًا وازدهارًا ثابتًا.
خلال أواخر القرن الثاني، ضعف النظام الإمبراطوري تدريجياً وتلا ذلك عدم الاستقرار السياسي. في عام 244، أصبح فيليب العربي، وهو مواطن من حوران، إمبراطورًا وحول مسقط رأسه شهبا (فيليبوبوليس) إلى مدينة إمبراطورية. على الرغم من ازدهار شهبا وأورانيتس، اتسمت الحالة العامة للإمبراطورية بالتدهور. قُتل فيليب عام 249 وتم التخلي عن أورانيتس إلى حد كبير في أواخر القرن الثالث. بحلول أوائل القرن الثالث، ضُمت كل من أورانيتس وباتانيا
وتراشونيتس إلى شبه الجزيرة العربية، مما جعل حوران بأكملها تحت سلطة مقاطعة واحدة. كما تزامن ذلك مع استكمال الطريق الشمالي الجنوبي عبر طريق نوفا ترايانا الذي يربط بين ميناء العقبة على البحر الأحمر ببصرى عاصمة المقاطعة، وطريق شرق غربي يربط بين مدن خط درعا- بصرى- صلخد.
 وتعليقًا على هذا التطور، كتب المؤرخ هنري إنيس ماك آدم:
بعد ضم روما، مارست القرى الريفية في حوران حكمًا ذاتيًا كبيرًا. كان لكل قرية مساحات ومباني مشتركة ومجلس قانوني وخزينة. بين أواخر القرن الأول والخامس، خضعت العديد من القرى للتحضر وأصبحت مدنًا، بما في ذلك قنوات (كاناتا)، السويداء (ديونسياس)، شهبا (فيليبوبوليس)، شقا (ماكسيميانوبوليس)، المسمية (فاينا) ونوى (نافيه). كان السكان عمومًا من ملاك الأراضي الأثرياء الذين كانت مساكنهم الكبيرة تؤوي عائلاتهم الممتدة. كان من بين السكان قدامى المحاربين الرومان الذين عند عودتهم إلى قراهم في حوران استثمروا الأموال في الأراضي والمنازل والمقابر والمعابد والمباني العامة وشغلوا مناصب محلية رفيعة المستوى. كانت الزراعة هي القطاع الاقتصادي الرئيسي، حيث كانت أورانيتس وباتانيا تنتجان الحبوب والنبيذ بشكل أساسي، على التوالي، وكلاهما كان مهمًا للتجارة عبر الإمبراطورية.
يتألف الكثير من السكان المستقرين من الآراميين واليهود وعدد أكبر من السكان العرب، يتألف من مجموعات الأنباط والصفائية. استمرت هذه المجموعات في استخدام اللغات السامية، بشكل رئيسي الآرامية وشكل مبكر من اللغة العربية على المستوى العامي، إلا أن عملية الهيلنة كانت جارية بشكل جيد، فبحلول القرن الرابع حلت اليونانية محل لغات حوران الأصلية على المستوى الرسمي. وبالرغم من أن الأثرياء والمحاربين القدامى بشكل خاص شاركوا في الأنشطة الهلنستية، مثل زيارة المسارح والحمامات، فقد تمسك الكثير من السكان بالتقاليد العربية والآرامية وعبدوا آلهتهم الأصلية.

### الفترة البيزنطية
استمرت المجموعات العربية، والأتية من جنوب الجزيرة العربية، في الهجرة إلى حوران في العصر البيزنطي. خلال القرنين الرابع والخامس، وعندما ضعف الحكم الإمبراطوري المباشر واجتاحت الجماعات البدوية سيناء ووادي الفرات، لجأ البيزنطيون إلى بعض القبائل العربية القوية للحفاظ على النظام الداخلي وحراسة حوران. ابتداء من القرن الرابع، لعب هذا الدور اللخميين والسليحيين معظم القرن الخامس. وقامت هذه المجموعات بحماية السكان مقابل الدفع بالذهب والذرة.

#### فترة الغساسنة
في أوائل القرن السادس، حل الغساسنة محل السليحيين. أحد المكونات الرئيسية لاتحاد قبائل أزد، أسس الغساسنة مملكتهم في المقاطعة العربية البترائية واعتنقوا المسيحية مثل السليحين. أصبحوا حلفاء عسكريين رسميين للبيزنطيين في عام 502، وساهموا بقوات في الحروب مع بلاد فارس الساسانية والتوابع الفرس لخميد. في عام 531، صدر قرار بتعيين الزعيم الغساساني، الحارث بن جبلة، " فيلارخ(1) كل العرب" في الإمبراطورية، ولكن بحلول عام 582، أُعتقل ونفي ابنه (وهو آخر فيلارخ غساسني) المنذر الثالث. أدى ذلك إلى تمرد في حوران وحصار على بصرى بقيادة ابن المنذر النعمان السادس، والذي انتهى فقط عندما سمح البيزنطيون للأخير بإعادة تأسيس النظام الغساني. استمر هذا فقط حتى نفي النعمان في عام 584، وبعد ذلك قامت الإمبراطورية بحل نظام الأسرة في العديد من الوحدات الغسانية الصغيرة وغيرها من الوحدات المسيحية العربية. استمرت بعض هذه الوحدات في القتال جنبًا إلى جنب مع البيزنطيين، لكن قوتهم الإجمالية تضاءلت، مما جعل المنطقة أكثر عرضة للغزو. في عام 613، غزا الفرس الساسانيون سوريا وهزموا البيزنطيين في معركة بين درعا وبصرى.
تميز العصر البيزنطي في حوران بعمليات مزدوجة للتعريب السريع ونمو المسيحية. كان حكام المنطقة الغساسنة شبه رحل وأقاموا مخيمات دائمة في جميع أنحاء حوران، وعلى رأسها الجابية، وأيضًا عقربا وجليك وحارث الجولان وغيرهم. كلفهم البيزنطيون بتأمين الإنتاج الزراعي في حوران ودرء اللصوص البدو الرحل. ازدهرت المنطقة تحت إشراف الغساسنة وبنت القبيلة بنفسها أو رعت العمارة العلمانية والدينية في قرى المنطقة، بما في ذلك الكنائس والأديرة والبيوت الكبيرة لزعماءها. على الرغم من أن الوجود المسيحي في بعض مدن أورانتيس قد تأسست في القرنين الثاني والثالث، إلا أنه بحلول القرن الخامس، كانت جميع قرى حوران تقريبًا بها كنائس، معظمها مكرس للقديسين الذين يفضلهم العرب. لعب الغساسنة دورًا مهمًا في تعزيز المسيحية الأحادية في سوريا التي اعتبرتها الكنيسة الخلقيدونية التي اعتنقها معظم الأباطرة البيزنطيين على أنها هرطقة.

### العصر الإسلامي

#### عصر الفتوحات
واجه البيزنطيون وحلفائهم العرب المسيحيين انتشار الإسلام في شبه الجزيرة العربية وتوسعها شمالًا إلى سوريا. لكن نتيجةً لتدهور مكانة الغساسنة في 582 – 584 م ضعفت دفاعات المنطقة بشكل ملحوظ حيث وصلت أولى القوات العربية الإسلامية إلى حوران في أبريل 634 وفتحت بصرى في مايو من نفس العام. بعد انتصار المسلمين الحاسم في معركة اليرموك عام 636، أصبحت حوران كلها تحت الحكم الإسلامي.

#### الدولة الأموية
سيطرت السلالة الأموية على الخلافة الإسلامية المتوسعة ونقلت عاصمتها من المدينة المنورة إلى دمشق بدعم من أهل حوران. بعد وفاة الخليفة الأموي معاوية بن يزيد وما تبع ذلك من فوضى في الخلافة، عقد حلفاء الأمويين القبليين العرب في سوريا قمة في بلدة حوران الجابية، حيث اختاروا مروان بن الحكم ليكون الخليفة التالي، في معارضة صعود عبد الله بن الزبير في مكة المكرمة.

#### الدولة العباسية

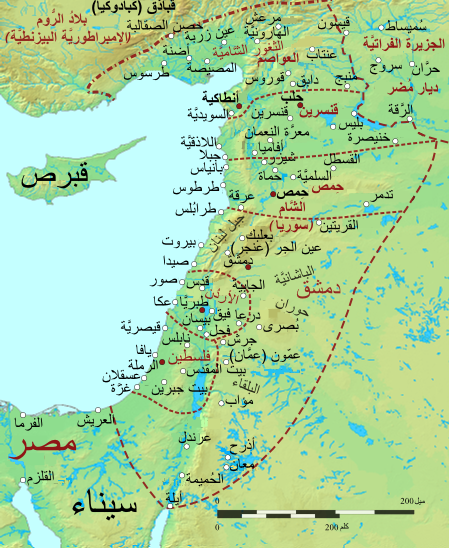
الأجناد والثُغور الشَّاميَّة

في عام 750  م، استطاع العباسيون أن يزيحوا بني أمية من دربهم ويستفردوا بالخلافة، وقد قضوا على تلك السلالة الحاكمة وطاردوا أبناءها حتى قضوا على أغلبهم ولم ينج منهم إلا من لجأ إلى الأندلس، فقامت قبائل حوران العربية بالتمرد والذي أخمده القائد العباسي عبد الله بن علي.
خلال الفترة الإسلامية المبكرة (القرنين السابع والعاشر)، شكلت حوران جزءًا من جند دمشق، وهو نفسه جزء من ولاية بلاد الشام. تتوافق منطقة حوران تقريبًا مع أوراتيس القديمة وكانت عاصمتها بصرى، بينما تتوافق منطقة باثانيا الفرعية مع باتانيا القديمة وعاصمتها درعا. وفقًا للمؤرخ موشيه هارتال استمر الاستيطان داخل حوران، وفي بعض الحالات «ازدهر» في الفترة الإسلامية المبكرة، مع «عدم وجود تغيير ملموس في النشاط أو الأنماط الثقافية في عهد الخلفاء الأمويين». ووفقًا الإصطخري، الجغرافي المسلم من القرن العاشر، فإن حوران والبطانية كانا «... منطقتين كبيرتين في محافظة دمشق. حقولهم تسقيها الأمطار. تمتد حدود هاتين المنطقتين نزولاً إلى..... منطقة البلقاء وعمان».

#### الدولة الإخشيدية

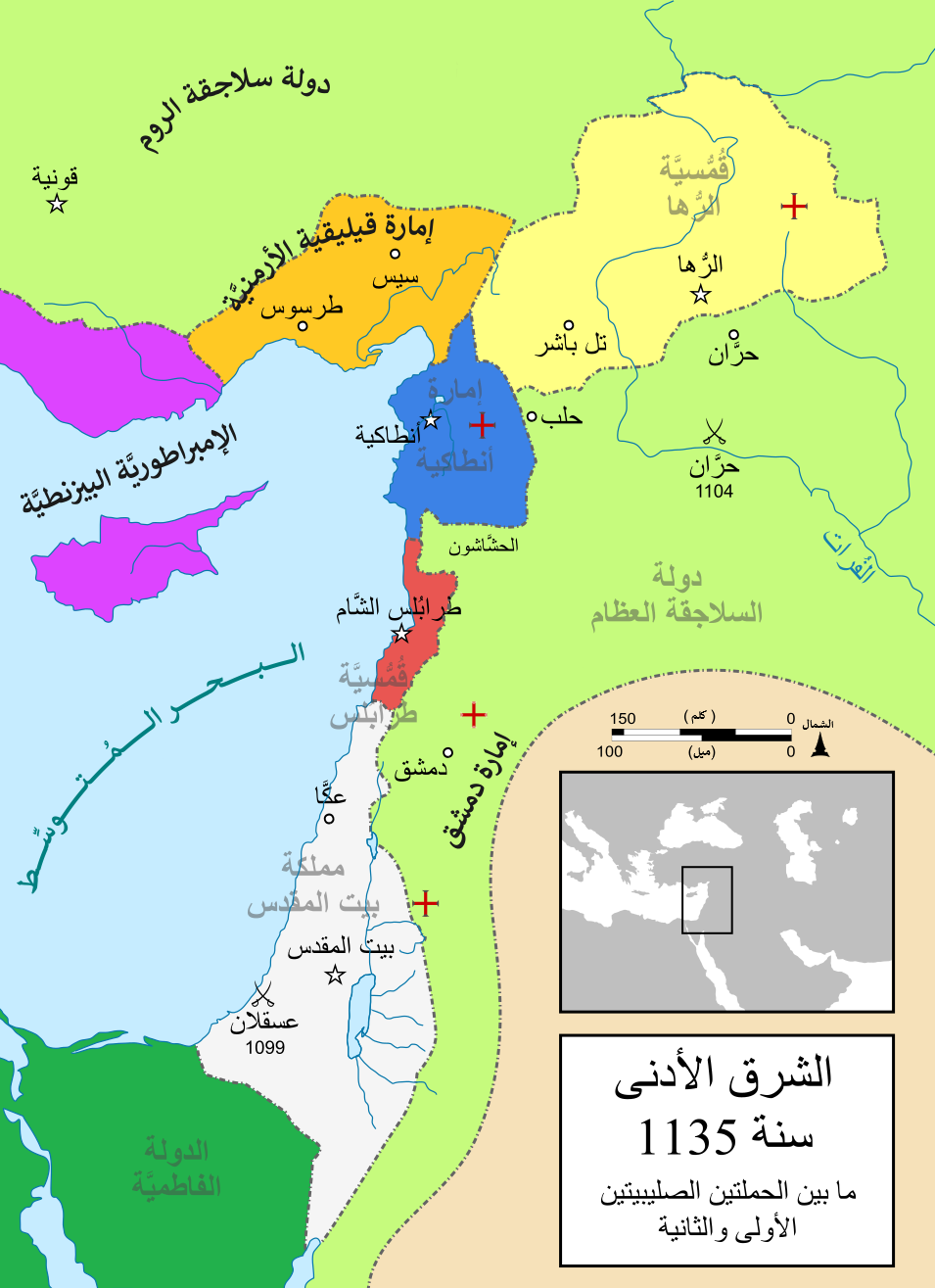
حوران في الشرق الأدنى عام 1135م (إبان عهد محمود بن طغتكين على دمشق)

بعد 939  م، أصبحت منطقتي حوران والبطانية تحت الحكم المباشر لسلالة الإخشيديين المصرية، الحكام الاسميين للعباسيين. وتميزت الفترة العباسية في حوران بالعديد من الغارات المدمرة من القرامطة في شرق شبه الجزيرة العربية في القرن العاشر. فقد هاجم القرامطة بِقيادة الحسن الأعصم الشَّام في سنة 357هـ المُوافقة لِسنة 968م، فدخلوا دمشق، وساروا إلى الرملة، فتصدَّى لهم الحسن بن عُبيد الله الإخشيدي، غير أنَّهُ انهزم أمامهم، فغادر المدينة التي سقطت في أيديهم بعد مُقاومةٍ من جانب سُكَّانها، فدخلوها واستباحوها لِمُدَّة يومين، وسبوا عشرة آلاف من سُكَّانها، وفرضوا عليهم جزية قدرها مائة وخمسة وعشرين ألف دينار، واضطرَّ الحسن بن عُبيد الله أن يُصالحهم على مبلغٍ من المال قدره ثلاثمائة ألف دينار سنويًا، واعترف بِسُلطتهم ونُفوذهم على الشَّام، وبذلك أصبحت هذه البلاد تحت النُفوذ القُرمُطي في أواخر عهد الدولة الإخشيديَّة وقُبيل الغزو الفاطمي لِمصر، وأضحى النُفوذ الإخشيدي في الشَّام بِحُكم الزَّائل. خلال هذه الفترة، هاجرت القبيلة العربية الكبيرة من بني عقيل، الذين كانوا حلفاء سابقين للقرامطة، إلى السهوب السورية الممتدة من حوران شمالاً إلى أعالي بلاد ما بين النهرين. بعد عام 45، عيّن الحاكم الإخشيدي بالنيابة أبو المسك كافور مشايخ بني عقيل صالح بن عمير وظالم بن موهوب بحفظ النظام في مناطق حوران. وانتهى ذلك عندما غزا الفاطميون جنوب سوريا عام 970 وطردوا بني عقيل من حوران بعدما تحالفوا مع قبائل بني فزارة وبني مرة. أعاد أبو محمود إبراهيم، الحاكم الفاطمي الاسمي لدمشق، في أوائل ثمانينيات القرن التاسع تأهيل قريتي حوران والبطانية بعد الأضرار التي ألحقتها فزارة ومرة بالمنطقة.

#### الدولة البورية
كان لوصول الصليبيين إلى المناطق الساحلية لبلاد الشام عام 1099 تداعيات على حوران واستهدف الصليبيون المنطقة بشكل دوري في حملات السلب والنهب. حدث ذلك عندما استولى الصليبيون على الحصون التي يسيطر عليها المسلمون في حوران أو عند مرورهم بالمنطقة بعد غارات على دمشق. في أوائل القرن الثاني عشر، منح أمير دمشق البوري حوران بالكامل للجنرال التركي أمين الدولة كومشتكين إقطاعًا، استمر حتى وفاته عام 1146. تحت رعايته، شهدت المنطقة، وبصرى على وجه الخصوص، تجديدًا لنشاط البناء بعد انقطاع دام 300 عام تقريبًا. كان سكان حوران في ذلك الوقت من الروم الأرثوذكس.

#### الدولة الأيوبية

حوران في الشرق الأدنى عام 1190م (إبان عهد صلاح الدين الأيوبي)

كان آخر ظهور مسجل للصليبيين في حوران عام 614 هـ الموافق 1217م حيث بدأت قوات الحملة الصليبية الخامسة في الوصول إلى عكا، وكانت القوات المجرية في طليعة الواصلين بقيادة الملك أندريه الثاني، ولحق به ليوبولد السادس دوق النمسا، ثم لحق بهما هيو ملك قبرص، وأرسل ليوبولد فور وصوله عكا سفارة إلى بوهيموند الرابع، وأحضر معه بعض الأمراء الصليبيين، وتجمع لدى الصليبيين أكبر جيش لهم منذ الحملة الصليبية الثالثة، خرج بعدها الصليبيون من عكا ليشنوا هجومًا مباغتًا ضد دمشق في جيش ضخم، عندما علم العادل بتحركهم خرج من مصر إلى فلسطين وتابع طريقه إلى نابلس آملًا أن يقطع الطريق عليهم عند عين جالوت، لما علم الصليبيون بقدومه غيروا خطتهم واتجهوا نحوه، وساروا إلى مدينة نيسان في الوقت الذي سار فيه العادل نحوها بعد أن تحص بها، نتيجة لتفوق الصليبيين تجنب العادل الاشتباك معهم، فواصلوا هجومهم على المدن الإسلامية وحاصروا بانياس ووصلوا إلى حوران، ثم عادوا إلى عكا. ظل الوضع هادئًا حتى عام 615 هـ الموافق 1218م حين وفدت قوات صليبية جديدة من أوروبا، وقرر مجلس الحرب الصليبي الذي اجتمع في عكا مهاجمة دمياط، احتل الأيوبيون المنطقة في أواخر القرن الثاني عشر، لكن حكمهم انهار في سوريا بعد الغزو المغولي عام 1260.

#### الدولة المملوكية

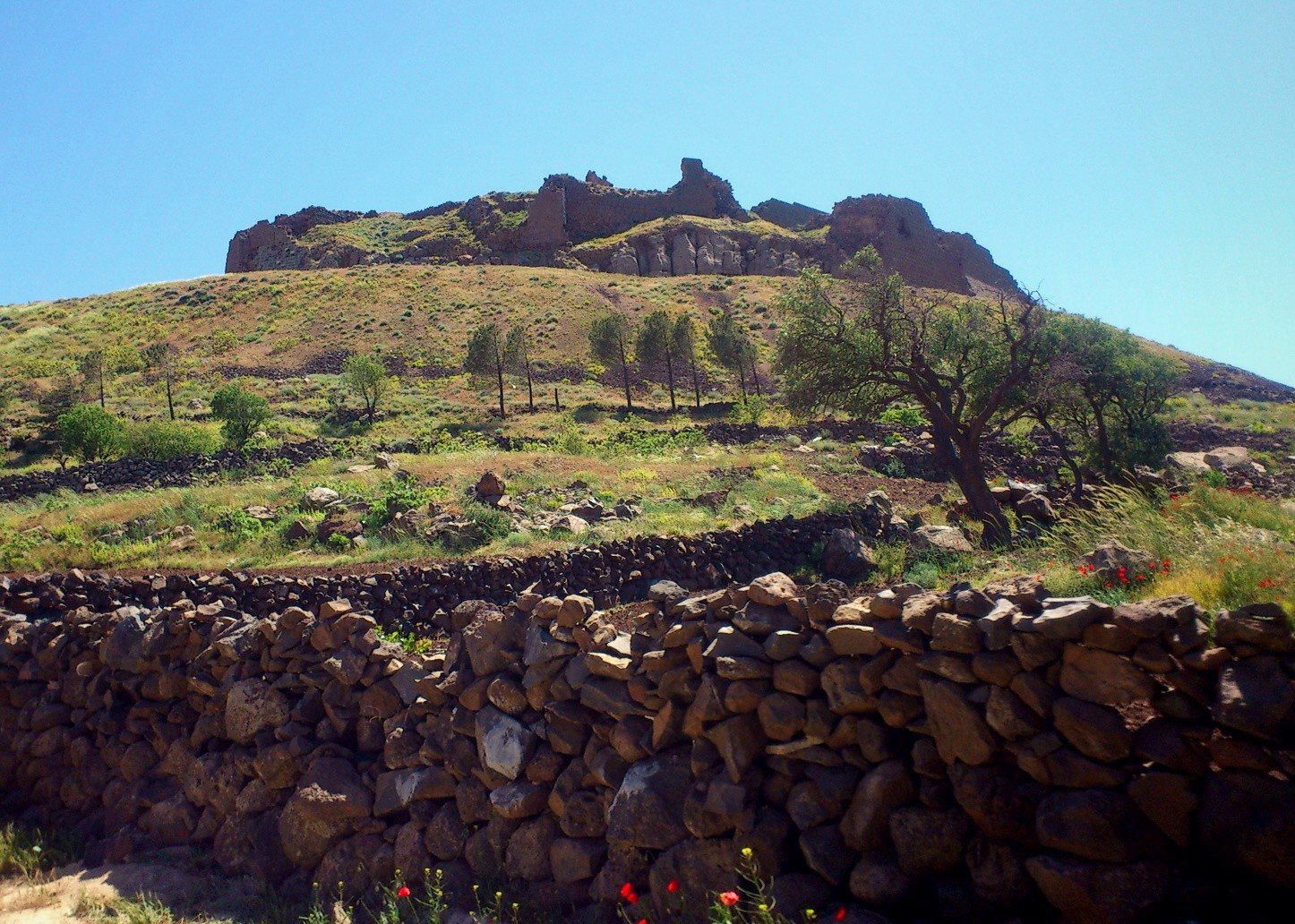
في عهد المماليك، كانت قلعة صلخد في جبل حوران وحدة إدارية وكان حاكمها أميرًا رفيع المستوى.

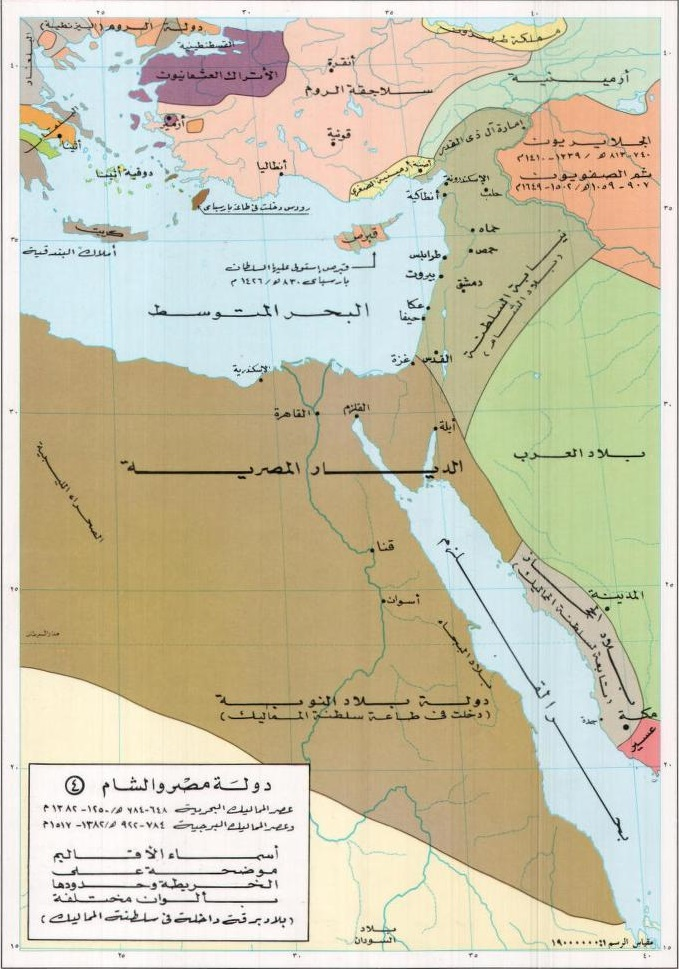
خريطة الدولة المملوكيَّة تظهر فيها نيابات السلطنة في الشَّام.

في عام 1260، هزم المماليك المغول في معركة عين جالوت، وأصبحت سوريا، بما في ذلك حوران، تحت حكم المماليك.
خلال القرنين الثاني عشر والثالث عشر، استمر تقسيم حوران إدارياً إلى منطقتي حوران والبطانية في دمشق. بشكل عام، كانت كلا المنطقتين مزدهرة ومكتظة بالسكان، واستفادت بشكل خاص من إنتاج الحبوب. على الرغم من أن معظم السكان مسلمون، إلا أن جزءًا كبيرًا من السكان كانوا من المسيحيين. وصف الجغرافي السوري المعاصر ياقوت الحموي (ت 1229) حوران بأنها «منطقة كبيرة مليئة بالقرى وخصبة للغاية».
بعد اندماجها في الدولة المملوكية، استمر تقسيم حوران إلى منطقة حوران المتمركزة في بصرى والبطانية المتمركزة في العدريات. ومع ذلك، كانت هناك وحدتان إداريتان أصغر داخل المنطقة وهما صلخد، وهي بلدة حصينة يسيطر عليها عادةً أمير مملوكي رفيع المستوى، وإزرع، والتي تتوافق مع اللجاة. في عهد المماليك، نشأت الأهمية الاستراتيجية للمنطقة من موقعها على الطريق البريدي بين غزة ودمشق حيث كان دور بصرى نقطة حشد رئيسية لقوافل الحج المتجهة إلى مكة. أدى وصول العشائر البدوية من قبيلة بني ربيعة في القرن الرابع عشر إلى عدم الاستقرار في المنطقة، لكنهم أصبحوا في النهاية سكانًا قارين.

### الفترة العثمانية

#### زراعة الحبوب وعبور قوافل الحج

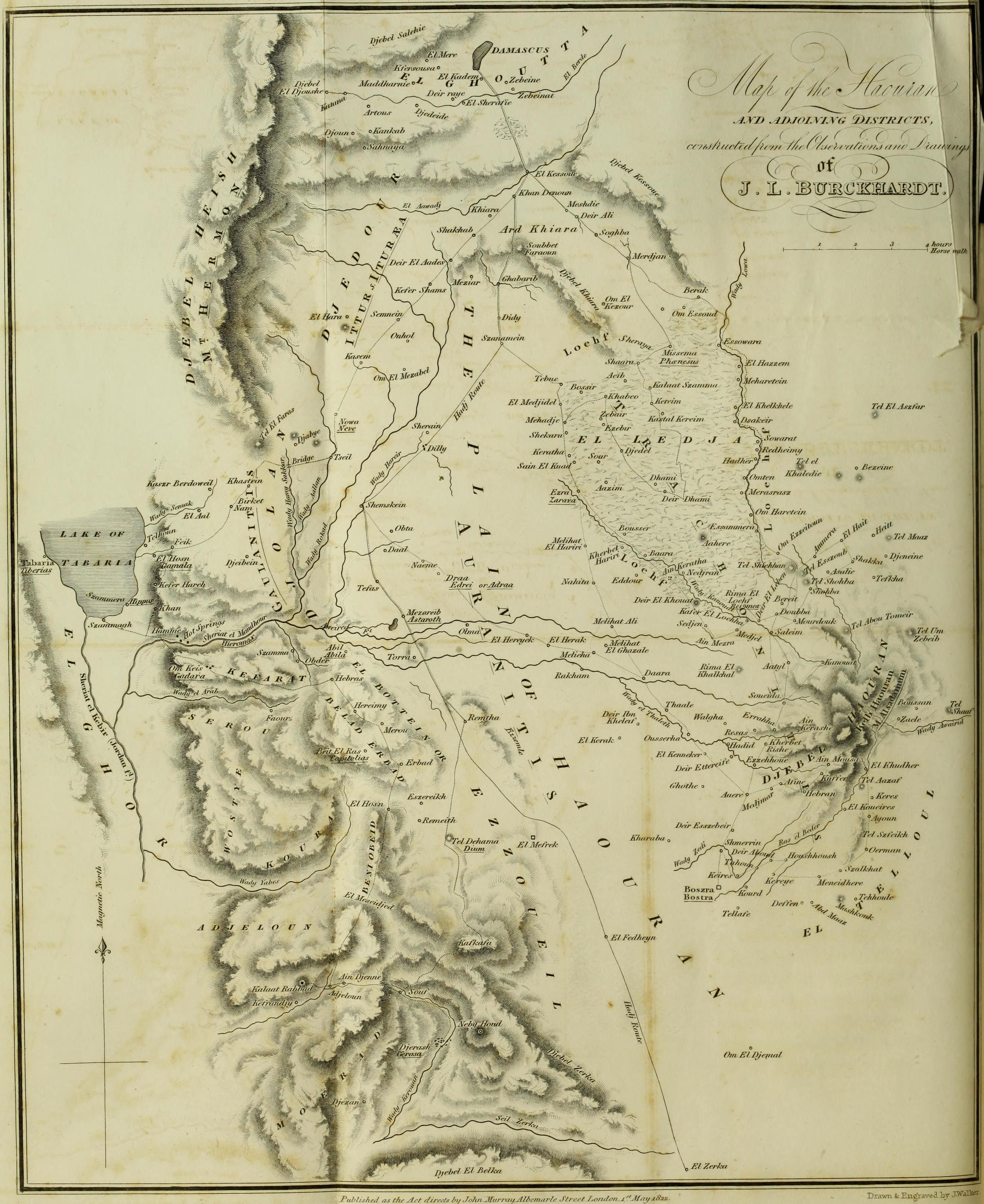
خريطة يوهان لودفيج بوركهارت لحوران، نُشرت عام 1822

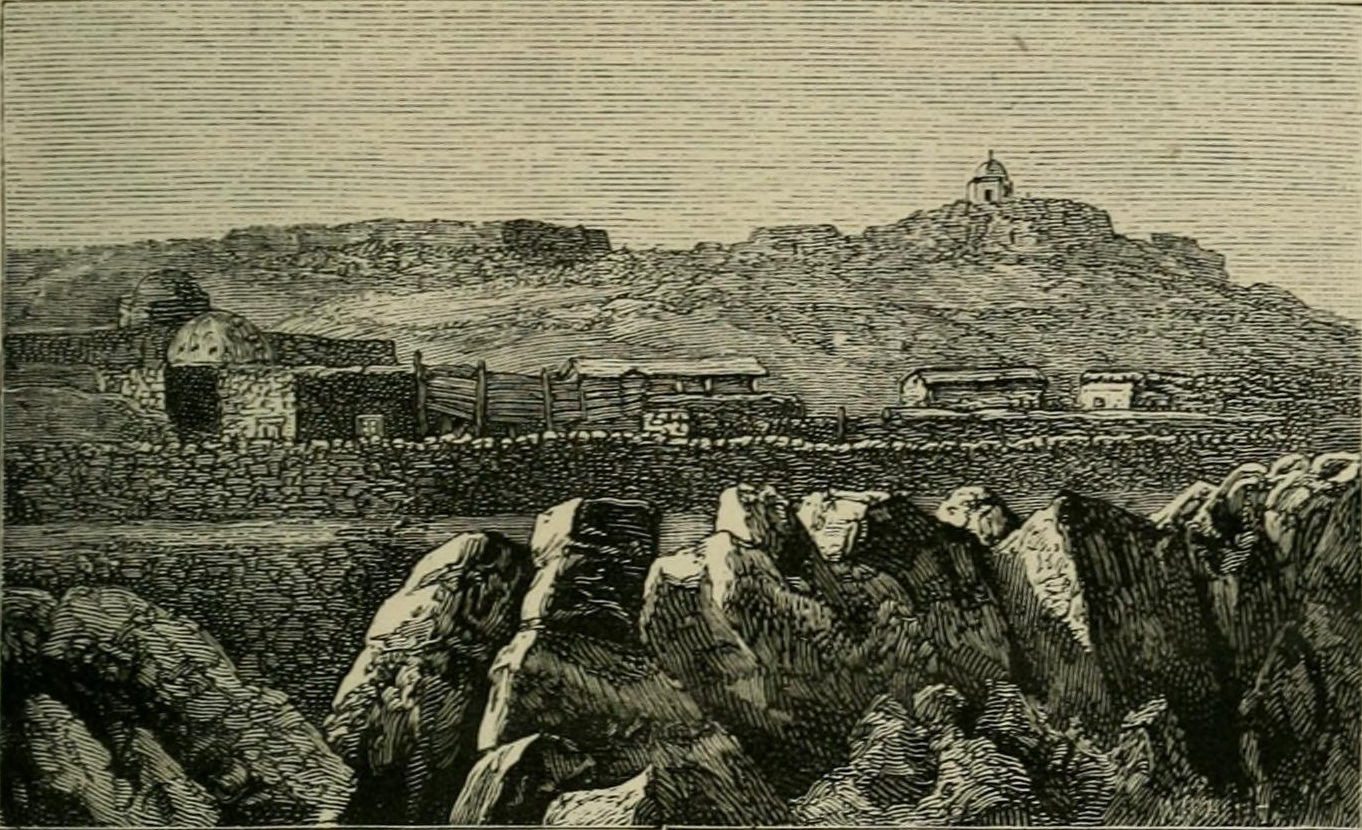
رسم عام 1886 للشيخ سعد المركز الإداري لسنجق حوران.

دمجت حوران في الدولة العثمانية بعد دحرها للقوات المملوكية في معركة الريدانية وإعدام طومان باي آخر سلاطينها عام 1517. في أوائل العهد العثماني، خلال القرنين السادس عشر والسابع عشر، كان هناك العديد من القرى الزراعية، وخاصة قرى زراعة الحبوب في سهل حوران والمنحدرات الغربية لجبل حوران. دفع معظم السكان ضرائب على القمح والشعير. لطالما كانت حوران منطقة رئيسية لإنتاج الحبوب، ورسمياً، تعود أراضيها إلى الدولة العثمانية وكان سكانها مطالبين بدفع الضرائب والتجنيد في الجيش. ومع انحسار سلطة الدولة العثمانية، أصبحت المنطقة مستقلة فعليًا. وجاء الاستثناء من هذا الحكم الذاتي الافتراضي خلال موسم الحج السنوي المقدر من ثلاثين إلى ستين يومًا، حيث تحشد الدولة قواتها لتنظيم وحماية وتوفير قافلة الحج السنوية لمكة والمدينة؛ في القرن الثامن عشر، نُقل طريق الحج غربًا من بصرى إلى المزيرب، والتي أصبحت نقطة تجمع القوافل في حوران.
أوكلت السلطات العثمانية شؤون حوران إلى الآغاوات الدمشقيين، الذين قادوا وحدات صغيرة متنقلة من الفرسان غير النظاميين. في مقابل السماح لهم بالنفوذ السياسي والاقتصادي في حوران، حصل الآغاوات على عائدات من سكان المنطقة لتمويل قافلة الحج، وقاموا بمرافقة القافلة والمسافرين الآخرين ومراقبة المنطقة. كان القيد الأساسي على قوة الأغوات هو مقاومة سكان حوران. وهكذا، سعى الأغوات إلى أن يكونوا أكثر ضرورة للسكان المحليين. ولهذه الغاية، توسطوا في كثير من الأحيان بين السكان المستقرين في السهل والبدو الرحل، وبين سكان حوران ككل وجميع القوى الخارجية، بما في ذلك السلطة المركزية.

#### زيادة ضغط البدو وتدفق الدروز

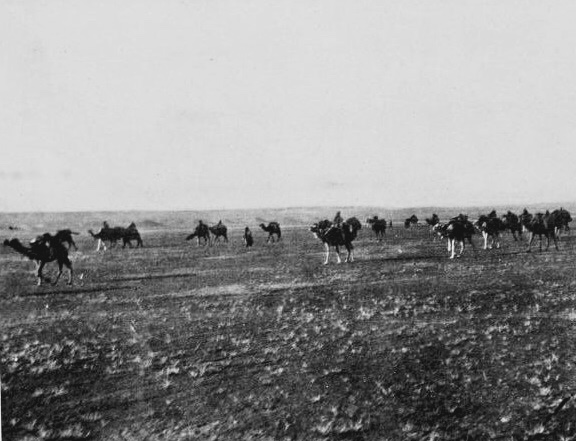
مجموعة من بدو عنزة وجمالهم في طريقهم إلى مراعي أفضل في البادية السورية. ابتداءً من القرن الثامن عشر ، نزلت عنزة موسمياً في حوران.

مع انحسار سلطة الدولة في حوران، استغلت القبائل البدوية من اتحاد عنزة بشكل متزايد الفراغ الأمني. ينزل البدو في حوران في الربيع ويرجعون إلى الصحراء بمجرد بدء هطول الأمطار في الخريف. أدى دخول عنزة إلى حوران إلى نزوح القبائل شبه البدوية من اتحاد بني ربيعة. أكبر القبائل التي نزلت في حوران وهي ولد علي (المعروف أيضًا باسم أولاد علي)، التي وصلت في أوائل القرن الثامن عشر، والرولة، الذين وصلوا في أواخر القرن الثامن عشر. كلاهما كانا جزءًا من كونفدرالية عنزة. شملت قبائل أصغر السردية، والسرحان والسلوت. كانت قبيلة السلوت، التي كان مقرها في اللجاة البرية، هي القبيلة البدوية الوحيدة التي ظلت ثابتة نسبيًا.
كما سكن حوران عدد من القبائل العربية التي جاء اغلبها من شبه الحزيرة العربية، وما لبثت حتى أصبحت من أقوى العشائر في حوران والمسيطرة على أراضي شاسعة منها، وهم عشائر عرب العمري وعشيرة المحاميد، وعشائر الزعبي والحريري والمسالمة والرفاعي والنعيم وغيرها من العشائر التي جائت مع مرور الزمن وأغلب أفرادهم ذو إمتدادات خارجية في عدة بلدان عربية أغلبها في بلاد الشام.

## تسمية حوران
يعتقد أن التسمية جاءت من اللغة الارامية (حوريم بلد الكهوف، أو من اللغة السبأية" بمعنى البلد الأسود) اما الآشوريون فسموها (حورانو: أي النقرة) في حين سموها اليونان والرومان" اورانتيس" وقد ورد ذكرها في التوراة باسم "باشان، باثان: بلد العجول السمينة" كما سميت بلاد العمالقة، اما العرب في الجاهلية فسموها حوران بمعنى الملجأ أو الكهف.

## قيل عنها
يقول الشاعر مصطفى وهبي التل:

## الهوامش
1: Phylarch منصب ووضيفة إدارية رومانية

### فهرس المراجع
1. 1 2  Sourdel 1971، صفحة 292؛ Rohmer 2008، صفحة 1؛Brown 2009، صفحة 377؛ Zerbini 2013، صفحة 56
2. ↑  جورج أوغست فالين، رحلات فالين إلى جزيرة العرب، ترجمة:سمير سليم شلبي، دار الوراق، بيروت. 2008. ص:84
3. 1 2 3 4 5 6 7 8 9 10 11 12 13 14 15 16 17 18 19 20 21 22 23 24 25 26 27 28  Sourdel 1971، صفحة 292
4. 1 2 3 4 5 6 7 8 9  Rohmer 2008، صفحة 1.
5. ↑  Brown 2009، صفحة 377.
6. ↑  Rogan 1994, p. 34 نسخة محفوظة 3 أغسطس 2020 على موقع واي باك مشين.
7. 1 2  Ma'oz 2008، صفحة 35.
8. 1 2 3 4 5 6  Hartal 2006، صفحة 4
9. ↑  Honigman 1995، صفحة 114.
10. ↑  Ball 2016، صفحة 238.
11. 1 2  Gaube 1982، صفحة 593.
12. ↑  "معلومات عن حوران على موقع ark.frantiq.fr". ark.frantiq.fr. مؤرشف من الأصل في 2019-12-18.
13. ↑  "معلومات عن حوران على موقع universalis.fr". universalis.fr. مؤرشف من الأصل في 2013-09-23.
14. 1 2 3 4  Hartal 2006، صفحة 269
15. ↑  Rohmer 2008، صفحة 1-2.
16. 1 2 3  Hartal 2006، صفحة 271
17. 1 2 3 4  Hartal 2006، صفحة 273
18. ↑  Hartal 2006، صفحة 272
19. 1 2  Hartal 2006، صفحة 274
20. ↑  Hartal 2006، صفحة 277
21. 1 2  Hartal 2006، صفحة 280
22. 1 2 3 4 5  Hartal 2006، صفحة 279
23. ↑  Hartal 2006، صفحة 281
24. ↑  MacAdam 2002، صفحة 644–645
25. ↑  MacAdam 2002، صفحة 645.
26. 1 2 3 4 5 6 7 8 9  Hartal 2006، صفحة 284
27. ↑  .MacAdam 2002، صفحة 645
28. 1 2 3 4 5 6 7 8 9 10  Hartal 2006، صفحة 287
29. 1 2 3 4  Hartal 2006، صفحة 288
30. 1 2 3 4 5  Hartal 2006، صفحة 289
31. ↑  Hartal 2006, p. 285.
32. ↑  الكامل في التاريخ – المجلد الثاني 1979، صفحة 430
33. ↑  الطريق إلى دمشق الطبعة الثالثة سنة 1985، صفحة 387-380
34. ↑  Bosworth 1991، صفحة 622
35. ↑  Le Strange 1890، صفحة 32 "نسخة مؤرشفة". مؤرشف من الأصل في 2020-09-22. اطلع عليه بتاريخ 2020-11-11.{{استشهاد ويب}}:  صيانة الاستشهاد: BOT: original URL status unknown (link)
36. ↑  Le Strange 1890، صفحة 33-34 "نسخة مؤرشفة". مؤرشف من الأصل في 2020-09-22. اطلع عليه بتاريخ 2020-11-11.{{استشهاد ويب}}:  صيانة الاستشهاد: BOT: original URL status unknown (link)
37. ↑  Le Strange 1890، صفحة 33 "نسخة مؤرشفة". مؤرشف من الأصل في 2020-09-22. اطلع عليه بتاريخ 2020-11-11.{{استشهاد ويب}}:  صيانة الاستشهاد: BOT: original URL status unknown (link)
38. 1 2 3 4  Amabe 2016، صفحة 31–32
39. ↑  الأنطاكي، يحيى بن سعيد (1990). تاريخ الأنطاكي. طرابُلس، لُبنان. ص. 128.{{استشهاد بكتاب}}:  صيانة الاستشهاد: مكان بدون ناشر (link)
40. ↑  ابن الأثير الجزري، عزُّ الدين أبي الحسن عليّ بن أبي الكرم الشيباني؛ تحقيق: أبو الفداء عبدُ الله القاضي (1407هـ - 1987م). الكامل في التاريخ، الجُزء السَّابع (ط. الأولى). بيروت - لُبنان: دار الكُتب العلميَّة. ص. 288. {{استشهاد بكتاب}}: تحقق من التاريخ في: |سنة= (مساعدة)
41. ↑  Amabe 2016، صفحة 47
42. 1 2  Meinecke 1996، صفحة 35 "نسخة مؤرشفة". مؤرشف من الأصل في 2020-11-10. اطلع عليه بتاريخ 2020-11-02.{{استشهاد ويب}}:  صيانة الاستشهاد: BOT: original URL status unknown (link)
43. ↑  Runciman 1951، صفحة 241
44. ↑  المكين جرجس بن العميد (1998م). أخبار الأيوبيين (الطبعة الأولى). القاهرة - مصر. مكتبة الثقافة الدينية صفحة 8
45. 1 2 3 4 5 6 7 8 9 10 11  Sourdel 1971، صفحة 293
46. ↑  34 Le Strange 1890، صفحة 34 نسخة محفوظة 22 سبتمبر 2020 على موقع واي باك مشين.
47. 1 2  Brown 2009، صفحة 379
48. 1 2  Schilcher 1981، صفحة 159–160
49. ↑  أبو صيني، عبد الحميد (2018). "محمد علي باشا والقبائل البدوية في جنوبي بلاد الشام". المجلة الأردنية للتاريخ والآثار. ج. 12 ع. 1. مؤرشف من الأصل في 2020-07-20. اطلع عليه بتاريخ 2020-11-14.
50. ↑  Schilcher 1981، صفحة 159
51. 1 2 3 4 5  Schilcher 1981، صفحة 160
52. ↑  Schilcher 1981، صفحة 164
53. 1 2 3  Lewis 2000، صفحة 34–35 "نسخة مؤرشفة". مؤرشف من الأصل في 2020-11-14. اطلع عليه بتاريخ 2020-11-14.{{استشهاد ويب}}:  صيانة الاستشهاد: BOT: original URL status unknown (link)
54. 1 2  Schilcher 1981، صفحة 165
55. ↑  حنا أبو راشد (1926). حوران الدامية.
56. ↑  السلامين, زياد. "معجم المصطلحات الآثارية المصور (انجليزي-عربي" (بالإنجليزية): 187. Archived from the original on 2020-11-11. {{استشهاد بدورية محكمة}}: الاستشهاد بدورية محكمة يطلب |دورية محكمة= (help)

### المعلومات الكاملة للمراجع
- Aalund، Flemming (1992). Vernacular Tradition and the Islamic Architecture of Bosra (PDF) (بحث دكتوراه (Ph. D.) thesis). كوبنهاغن: The Royal Academy of Fine Arts School of Architecture. مؤرشف من الأصل (PDF) في 2020-11-02.{{استشهاد بأطروحة}}:  صيانة الاستشهاد: التاريخ والسنة (link)
- Amabe، Fukuzo (2016). Urban Autonomy in Medieval Islam: Damascus, Aleppo, Cordoba, Toledo, Valencia and Tunis. Leiden: Brill. ISBN:9789004315983. مؤرشف من الأصل في 2020-11-14.
- Ball، W. (2016). Rome in the East: The Transformation of an Empire (ط. 2nd). Abingdon: Routledge. ISBN:978-0-415-72078-6. مؤرشف من الأصل في 2020-11-14.
- Batatu، H. (1999). Syria's Peasantry, the Descendants of Its Lesser Rural Notables, and Their Politics. Princeton University Press. ISBN:0691002541. مؤرشف من الأصل في 2020-11-14.
- Betts، Robert Brenton (1988). The Druze. New Haven: Yale University Press. ISBN:0-300-04100-4. مؤرشف من الأصل في 2022-04-17.
- Bosworth، C.E. (1991). "Marwān I b. al-Ḥakam". في Bosworth، C.E.؛ van Donzel، E.؛ Pellat، Ch. (المحررون). The Encyclopaedia of Islam, New Edition. Leiden: E.J. Brill. ج. VI: Mahk-Mid. ص. 621–623. ISBN:90-04-08112-7.
- Brown، Robin M. (2009). 2009 Druze Experience.pdf "The Druze Experience at Umm al-Jimal: Remarks on the History and Archaeology of the Early 20th Century Settlement" (PDF). Studies in the History and Archaeology of Jordan. ج. X. مؤرشف من الأصل (PDF) في 2020-11-01. {{استشهاد بدورية محكمة}}: تحقق من قيمة |مسار أرشيف= (مساعدة)
- Butler، H.C. (1903). Architecture and other Arts. New York: Century Co. مؤرشف من الأصل في 2022-03-24.
- Firro، Kais (1992). A History of the Druzes. BRILL. ج. 1. ISBN:9004094377. مؤرشف من الأصل في 2020-11-19.
- Gaube، H. (1986). "Ladjāʾ". في Bosworth، C.E.؛ van Donzel، E.؛ Pellat، Ch. (المحررون). The Encyclopaedia of Islam, New Edition. Leiden: E.J. Brill. ج. V: Khe–Mahi. ص. 593. ISBN:90-04-07819-3.
- Hartal, Moshe (2006). Dar, Shimon; Hartal, Moshe; Ayalon, E. (eds.). Rafid on the Golan: A Profile of a Late Roman and Byzantine Village. British Archaeological Reports International Series 1555 (بالإنجليزية). Oxford: Archaeopress. ISBN:1841719846. OCLC:76797730. Archived from the original on 2022-12-07. (التسجيل مطلوب)
- Heras، Nicholas A. (يونيو 2014). "A Profile of Syria's Strategic Dar'a Province". CTC Sentinel. Combating Terrorism Center. ج. 7 ع. 6: 20–23. مؤرشف من الأصل في 2020-11-14.
- Honigman، E. (1991). "Al-Nukra". في Bosworth، C.E.؛ van Donzel، E.؛ Pellat، Ch. (المحررون). The Encyclopaedia of Islam, New Edition. Leiden: E.J. Brill. ج. VIII: Ned-Sam. ص. 114. ISBN:90-04-07819-3. مؤرشف من الأصل في 2020-11-14.
- King، G.R.D. (1989). "The Umayyad Qusur and Related Settlements in Jordan". في Bakhit، Muhammad Adnan؛ Schick، Robert (المحررون). The Fourth International Conference on the History of Bilād al-Shām during the Umayyad Period: Proceedings of the Third Symposium, Volume 2. Amman: University of Jordan Press, Bilad al-Sham History Committee.
- Le Strange، G. (1890). Palestine Under the Moslems: A Description of Syria and the Holy Land from A.D. 650 to 1500. Committee of the صندوق استكشاف فلسطين. مؤرشف من الأصل في 2022-12-16.
- Lewis، Norman (2000). "The Syrian Steppe during the Last Century of Ottoman Rule: Hawran and the Palmyrena". في Mundy، Martha؛ Musallam، Basim (المحررون). The Transformation of Nomadic Society in the Arab East. Cambridge: Cambridge University Press. ص. 33–43. ISBN:0521770572.
- MacAdam، Henry Innes (2002). Geography, Urbanisation and Settlement Patterns in the Roman Near East. Abingdon: Ashgate Publishing. ISBN:978-1-138-74056-3. مؤرشف من الأصل في 2020-11-14.
- Ma'oz، Zvi Uri (2008). The Ghassānids and the Fall of the Golan Synagogues. Archaostyle. مؤرشف من الأصل في 2020-11-14.
- Meinecke، M. (1996). Patterns of Stylistic Changes in Islamic Architecture: Local Traditions versus Migrating Artists. New York: New York University Press. ISBN:0-8147-5492-9. مؤرشف من الأصل في 2020-11-14. (التسجيل مطلوب)
- Rogan، E. (1994). "Bringing the State Back: The Limits of Ottoman Rule in Transjordan, 1840–1910". في Rogan، Eugene L.؛ Tell، Tariq (المحررون). Village, Steppe and State: The Social Origins of Modern Jordan. London: British Academic Press. ISBN:1-85043-829-3.
- Rohmer، Jérôme (سبتمبر 2008). "Late Hellenistic Settlements in Hawrân (Southern Syria). Survival of Proto-historic Urbanism and Village Architecture in a Hellenized Context". Bollettino di Archeologia on Line (نُشِر في 2008). مؤرشف من الأصل في 2022-04-09.
- Runciman، S. (1951). A History of the Crusades, Volume II: The Kingdom of Jerusalem and the Frankish East, 1100-1187. Cambridge: Cambridge University of Press. ISBN:0521061628. مؤرشف من الأصل في 2020-11-27.
- Schilcher، L. Schatkowski (1981). "The Hauran Conflicts of the 1860s: A Chapter in the Rural History of Modern Syria". International Journal of Middle East Studies. ج. 13 ع. 2: 159–179. DOI:10.1017/S0020743800055276. ISSN:0020-7438. JSTOR:162818. (التسجيل مطلوب)
- Schilcher، L. Schatkowski (Fall 1991). "The Great Depression (1873-1896) and the Rise of Syrian Arab Nationalism". New Perspectives on Turkey. ج. 6: 167–189. DOI:10.15184/S089663460000039X.
- Sourdel، D. (1971). "Ḥawrān". في Lewis، B.؛ Ménage، V.L.؛ Pellat، Ch.؛ Schacht، J. (المحررون). The Encyclopaedia of Islam, New Edition. Leiden: E.J. Brill. ج. III: H–Iram. ص. 292–293. ISBN:90-04-08118-6.
- Ward-Perkins، J.B. (1994). Roman Imperial Architecture. New Haven: Yale University Press. ISBN:0300052928. مؤرشف من الأصل في 2020-11-27.
- Wege، Carl Anthony (سبتمبر 2015). "Urban And Rural Militia Organizations In Syria's Less Governed Spaces". Journal of Terrorism Research. ج. 6 ع. 3: 35. DOI:10.15664/jtr.1123. مؤرشف من الأصل في 2018-11-06.
- Zerbini، Andrea (2013). Society and Economy in Marginal Zones: A Study of the Levantine Agricultural Economy (1st-8th c.AD) (PDF) (بحث دكتوراه (Ph. D.) thesis). لندن: Department of Classics and Philosophy Royal Holloway, جامعة لندن. مؤرشف من الأصل (PDF) في 2020-11-29.{{استشهاد بأطروحة}}:  صيانة الاستشهاد: التاريخ والسنة (link)